# Russes d'Allemagne
Il existe une importante population russophone en Allemagne (en allemand : Deutsch-Russen ou Russischsprachige in Deutschland). L'effondrement de l'Union soviétique en 1991 a déclenché une immigration massive en Occident, l'Allemagne étant la destination principale, pour la plupart pour des raisons économiques et ethniques. Les Russes sont le 9e groupe migrant en Allemagne.
Les données de la population allemande de 2012 enregistrent 1 213 000 migrants russes résidant en Allemagne, ce qui comprend les citoyens actuels et anciens de la fédération de Russie ainsi que les anciens citoyens de l'Union soviétique. Le ministère russe des Affaires étrangères rapporte qu'environ 3 500 000 Russes vivent en Allemagne, répartis en trois groupes ethniques,,, :
- Russes ethniques : 1 213 000
- Allemands de Russie : 1 500 000-2 000 000
- Juifs russes : 118 000-225 000
- Tatars et Bashkirs : 200 000

## Difficultés méthodiques
Les estimations officielles du nombre de russophones en Allemagne vont de 3 à 6 millions et peuvent inclurent outre les Russes et Allemands de Russie les ressortissants d'autres pays de l'ancienne Union Soviétique voire les Allemands ayant appris le russe à l'école en RDA. Le chercheur Jannis Panagiotidis estime qu'environ 2,2 millions de personnes résidant en Allemagne parlent russe comme langue maternelle ou couramment. La maîtrise du russe des générations nées en Allemagne est difficile à évaluer.